# Hernando de Zafra Centeno
Hernando de Zafra Centeno (Badajoz, c. 1530 - Tunja, Colombia, 1572) fue un militar español que participó en la exploración y conquista de las tierras de las actuales Colombia y Venezuela.

## Biografía
El capitán Hernando de Zafra Centeno, afirma en su testamento que era natural de la ciudad extremeña de Badajoz, e hijo legítimo de don Hernando de Zafra Centeno y de doña Catalina Fernández. Muy joven abrazó la carrera militar interviniendo en Italia, Alemania y Hungría.
Aunque no se tienen noticias de su llegada a las costas americanas, se cree que llegó primeramente, en 1553, a la Isla de Margarita (Venezuela) de la cual contribuyó a la defensa del ataque de corsarios franceses, no bien se hubo establecido en la isla, con su compañía, tuvo que intervenir en la defensa de Cumaná y posteriormente, como teniente del capitán Salinas, en 1555, pasaba a la Gobernación de Popayán, para contribuir a la conquista del territorio neogranadino.

## Se incorpora a la conquista
En Popayán se alistó en una expedición para reconstruir la primitiva ciudad de Antioquia y sojuzgar a los indios, que tenían amenazados los asientos de Caramanta y Santafé de Antioquia (finales de 1555 y principios de 1556). Parece ser que a su paso por Santafé de Antioquia conoció a la que después sería su esposa, Juana Taborda (de 21 años) quien contrajo matrimonio en primeras nupcias con Francisco Moreno de León (compañero del capitán Hernando de Zafra en esa expedición) e hija de don Juan Taborda, el hombre más importante de aquella población.
Después intervenía en la comarca de Santa Fe de Bogotá en 1557 y participó en la fundación, conquista y pacificación de algunos pueblos; pasó después a Cali en 1561, donde estaba de gobernador don Luís de Guzmán, su amigo, quien lo nombró sargento mayor de la infantería de la Gobernación. Posteriormente, al ser designado don Pedro de Agreda como gobernador, este nombró al capitán Zafra como teniente de Gobernador en Santafe de Antioquia, quien debió llegar al poblado a finales de 1562, ejerciendo su cargo hasta 2000
A principios de 1562, su amigo don Francisco Moreno de León muere en duelo con el capitán Gaspar de Rodas, por lo que cuando el capitán Zafra llegó a Antioquia, ya doña Juana Taborda era viuda y una de las mujeres más ricas de la Gobernación. Aunque el capitán tenía un hijo y una hija mestiza, contrajo matrimonio con la viuda doña Juana Taborda después de abril de 1563.

## Conquistador y rico hacendado
Al casarse, doña Juana, renunció en favor de su nuevo esposo a la encomienda de indios que le había correspondido por sucesión de su primer marido (Francisco Moreno de León), convirtiéndose el capitán Zafra en "vecino" con pleno derecho a ser miembro del Cabildo. En 1569 los españoles más importantes asentados en aquella población, eran los capitanes Juan Taborda, Hernando de Zafra Centeno, Juanes de Zabala, Bartolomé Sánchez Torreblanca, Gaspar de Rodas, Francisco de Guzmán y Juan de Aldana.
El gobernador de Popayán, don Álvaro de Mendoza, decidió enviar como su teniente de gobernador a Luís Velázquez Rengifo con la orden de juzgar al capitán Hernando Zafra Centeno, por castigar y enviar a los vecinos de Santafé de Antioquia presos y maltratados a Cali. El capitán Zafra, enterado, levantó testimonios de testigos sobre las palabras emitidas por Jerónimo de Torres (que fueron las que suscitaron las intrigas de este incidente) y solicitó una Probanza de Servicios a la Real Audiencia, y pidió que enviaran un juez imparcial para realizar la investigación. 
Mandaron como juez al capitán Rodrigo Pardo, sin embargo, ya había llegado a la villa Luís Velázquez de Rengifo, quien encarceló al capitán Zafra, dándole la casa de su morada por cárcel. Cuando llegó a Santafé de Antioquia el nuevo gobernador, don Andrés de Valdivia, ordenó la libertad de Hernando de Zafra, nombrándolo su teniente de Gobernador en aquella población.

## Las calumnias acaban con su vida
De todas formas el capitán Zafra, estaba cansado de mantener enfrentamientos con algunos de los vecinos de aquella población y soportar falaces calumnias de estos. Para alejarse de las intrigas, decidió irse a vivir a la andina ciudad de Tunja, y como tenía la obligación de presentarse en Bogotá, ante la Real Audiencia, el capitán de Zafra puso en venta todos los bienes que tenía en Antioquia, y con su familia, en octubre de 1571 llegó a Bogotá, donde la Real Audiencia pudo probar sus leales servicios a la Corona.
Después de estas diligencias, prosiguió su camino hacia Tunja, donde vivía su hermano Juan de Zafra, y provisionalmente se estableció en casa del regidor don Diego Montañés, acompañado de su familia, seis esclavos y seis indios de servicio. Acongojado por las calumnias que tuvo que soportar, Hernando de Zafra enfermó y moría en Tunja el 12 de abril de 1572, estando embarazada su esposa, doña Juana Taborda, la cual tuvo como hija póstuma a Juana Centeno, que se casó en Santafé de Antioquia con Juan Jaramillo de Andrade.